# Laura Bushová
Laura Bushová (Laura Lane Welch Bush; * 4. listopadu 1946, Midland, Texas) je manželka amerického bývalého prezidenta George W. Bushe, kterého si vzala v roce 1977. Mají dvě dcery, dvojčata, Barbaru a Jennu.

## Vzdělání a pracovní život
Narodila se ve městě Midland v Texasu jako jediné dítě podnikatele ve stavebnictví Harolda Bruce Welche (1912–1995) a Jenny Luise Hawkinsové (1919–2019). Byla velmi dobrou studentkou. V roce 1963 měla dopravní nehodu, při níž přehlédla stopku a narazila do auta svého přítele Mikea Douglase, který na následky zranění zemřel. Nehoda se obešla bez vyšetřování, i když existovaly spekulace o ovlivňování ze strany otce.
Od roku 1964 studovala na Jižanské metodistické univerzitě učitelství pro první stupeň. Po absolvování školy učila na několika základních školách v Houstonu a pracovala v dětské knihovně. V roce 1974 se přestěhovala do Austinu, kde pracovala na ZŠ Molly Dawsonové s hispánskými dětmi.
V Austinu se seznámila s Georgem W. Bushem a po krátké známosti se vzali 5. listopadu 1977. Do té doby byla registrovaná demokratka. Po svatbě se stala ženou v domácnosti. Dne 25. listopadu 1981 se jí po rizikovém těhotenství narodila dvojčata Barbara Pierce a Jenna Welch, které dostaly jména po svých babičkách.

## První dáma Texasu a USA
V roce 1993 se její manžel stal guvernérem státu Texas, ona se zabývala především zvyšováním gramotnosti.
Po vítězných prezidentských volbách 2000 se Bushovi nastěhovali do Bílého domu a Laura se jako první dáma zaměřila na vzdělávání, podporovala programy na přeškolení válečných veteránů na učitele, snažila se o zvyšování kvality státního školství a v Kongresu dokázala prosadit zvýšení rozpočtu na vzdělání.
Během funkčního období příliš nevyjadřovala své politické postoje, přesto byla ze začátku proti válce v Iráku a na rozdíl od silně věřícího manžela podporovala výzkum na embryích.